# Emilia Goyena Arraiza
Emilia Goyena Arraiza (Tarancón, Cuenca, 26 de septiembre de 1916 – Buenos Aires, Argentina, 1999) fue una escritora. Fue la primera mujer que escribió sobre los procesos de planificación familiar y la revolución femenina en Navarra.

## Biografía
Emilia Goyena nació en Tarancón, donde trabajaba su padre, pero pronto se trasladaron a Lizarra . Fue militante de la UGT y afiliada de las Juventudes Socialistas de Pamplona . 
En octubre de 1933 escribió un artículo en la revista Trabajadoras sobre el control de la natalidad de los trabajadores, en respuesta a la petición de Mussolini de que los trabajadores italianos tuvieran muchos hijos.

### Guerra y exilio
En 1936 se casó con Rubén Frías Cartagena.  Ese mismo año, el 30 de agosto, sacaron a los padres y al sobrino de Emilia del penal de Lizarra y los subieron a un camión. Fue en la llamada "saca" del 30 de agosto. 

En Lakar, César Goyena, su hermano, fue fusilado delante de sus padres. En Lorka Cesáreo Goyena, su padre, fue asesinado a tiros delante de su mujer. En las curvas de Uterga, camino a Renniega, bajaron del camión a Emilia Arraiza Garín, su madre, y al resto de los detenidos y le dijeron:
Querías hombres, ahora tendrás hombres
La mataron de un balazo y luego los demás le cayeron encima y murieron y dejaron la tumba descubierta para escarmiento de todos los que pasaran.
Mientras tanto, Emilia Goyena huyó y se escondió en un ático perteneciente a la familia de su marido, donde pasó cinco meses, hambrienta, asustada y desesperada. Desde allí logró escapar a Francia, donde se reunió con su marido y embarcaron en Burdeos rumbo a Argentina.  Exiliada en Argentina, murió a la edad de 83 años, sin dejar de escribir sobre "el papel de la mujer en la sociedad" y sin contar jamás los horrores que dejó atrás. 
En esta etapa de su vida, participó como colaboradora asidua en La Página de la Mujer, una columna escrita por mujeres en la revista Reconstruir, publicada por primera vez en 1946, durante el mandato del presidente Perón, y cuyo objetivo era la difusión hacia un público amplio de la ideología socialista libertaria.
Emilia fue conocida por ser una de las mujeres navarras pioneras en la defensa de la planificación familiar. 

## Reconocimientos
- Una obra de Miguel Munarriz llamada Emilia Goyena Arraiza fue puesta en escena por La Nave Producciones Teatrales en 2018.[7][2][8]

A través de esta obra, los autores pretendían reconocer la valentía, la vida de las dos protagonistas Emilia y su madre, también llamada Emilia, y, junto con ellas, la vida anónima de todas las mujeres que vivieron y afrontaron España el 18 de julio de 1936.